# Segmentació de mercat
La segmentació de mercat és el procés de dividir un mercat en grups uniformes més petits que tinguin característiques i necessitats semblants.
Això no està arbitràriament impost sinó que es deriva del reconeixement que el total de mercat està fet de subgrups anomenats segments. Aquests segments són grups homogenis (per exemple, les persones en un segment són similars en les seves actituds sobre certes variables). Degut a aquesta similitud dins de cada grup, és probable que responguin de manera similar a determinades estratègies de màrqueting. És a dir, probablement tindran les mateixes reaccions sobre el màrqueting mix d'un determinat producte, venut a un determinat preu, distribuït en una manera determinada i promocionat d'una forma donada.
Els requisits per a una bona segmentació són:
- Homogeneïtat en el segment
- Heterogeneïtat entre segments
- Estabilitat de segments
- Els segments han de ser identificables i mesurables
- Els segments han de ser accessibles i manejables
- Els segments han de ser prou grans per ser rendibles

Les variables utilitzades per segmentació inclouen:
- Variables geogràfiques
  - Regió del món o del país
  - Mida del país
  - Clima

- Variables personals
  - Edat
  - Gènere
  - Orientació sexual
  - Mida de la família
  - Cicle de vida familiar
  - Ingressos
  - Professió
  - Nivell educatiu
  - Estatus socioeconòmic
  - Religió
  - Nacionalitat

- Variables psicogràfiques
  - Personalitat
  - Estil de vida
  - Valors
  - Actituds

- Variables de comportament
  - Recerca del benefici
  - Taxa d'utilització del producte
  - Fidelitat a la marca
  - Utilització del producte final
  - Nivell de 'llest-per-consumir'
  - Unitat de presa de decisió

Quan moltes variables es combinen per proporcionar un coneixement profund del segment, se'l coneix com a segmentació profunda. Quan es dona prou informació per crear una imatge clara del membre típic del segment, es diu perfil del comprador. Una tècnica estadística utilitzada habitualment en determinar un perfil és el cluster analysis (anàlisi de grup)
Els beneficis de la segmentació de mercats poden ser:
- Identificar les necessitats més específiques per als submercats.
- Focalitzar millor l'estratègia de màrqueting
- Optimitzar l'ús dels recursos empresarials
  - Màrqueting
  - Producció
  - Logística
  - Presa de decisions
- Fer publicitat més efectiva
- Identificar una veta de mercat propi on no tingui competència directa.
- Augmentar les possibilitats de créixer ràpidament en segments del mercat sense competidors